# Rodi Ferreira
Rodi David Ferreira (Concepción, Paraguay, 29 de mayo de 1998) es un futbolista paraguayo. Juega de lateral derecho y su equipo actual es el Sportivo Luqueño de la Primera División de Paraguay, a préstamo desde el Club Guaraní.

## Estadísticas

### Clubes
Actualizado al último partido disputado el 2 de septiembre de 2022
| Club                          | Div.          | Temporada     | Liga  | Liga  | Copas nacionales | Copas nacionales | Copas internacionales | Copas internacionales | Total | Total |
| Club                          | Div.          | Temporada     | Part. | Goles | Part.            | Goles            | Part.                 | Goles                 | Part. | Goles |
| ----------------------------- | ------------- | ------------- | ----- | ----- | ---------------- | ---------------- | --------------------- | --------------------- | ----- | ----- |
| Olimpia Paraguay              | 1.ª           | 2015          | 9     | 0     | 0                | 0                | 0                     | 0                     | 9     | 0     |
| Olimpia Paraguay              | 1.ª           | 2016          | 25    | 3     | 0                | 0                | 2                     | 0                     | 27    | 0     |
| Olimpia Paraguay              | 1.ª           | 2017          | 6     | 0     | 0                | 0                | 4                     | 0                     | 10    | 0     |
| Olimpia Paraguay              | Total club    | Total club    | 40    | 0     | 0                | 0                | 6                     | 0                     | 46    | 0     |
| Temperley Argentina           | 1.ª           | 2017-18       | 1     | 0     | 0                | 0                | —                     | —                     | 1     | 0     |
| Temperley Argentina           | Total club    | Total club    | 1     | 0     | 0                | 0                | 0                     | 0                     | 1     | 0     |
| Leixões Portugal              | 2.ª           | 2017-18       | 2     | 0     | 0                | 0                | —                     | —                     | 2     | 0     |
| Leixões Portugal              | Total club    | Total club    | 2     | 0     | 0                | 0                | 0                     | 0                     | 2     | 0     |
| 3 de Febrero Paraguay         | 1.ª           | 2018          | 19    | 2     | 0                | 0                | —                     | —                     | 19    | 2     |
| 3 de Febrero Paraguay         | Total club    | Total club    | 19    | 2     | 0                | 0                | 0                     | 0                     | 19    | 2     |
| Sportivo San Lorenzo Paraguay | 1.ª           | 201 9         | 27    | 0     | 0                | 0                | —                     | —                     | 27    | 0     |
| Sportivo San Lorenzo Paraguay | Total club    | Total club    | 27    | 0     | 0                | 0                | 0                     | 0                     | 27    | 0     |
| Nacional Paraguay             | 1.ª           | 2020          | 13    | 0     | 0                | 0                | —                     | —                     | 13    | 0     |
| Nacional Paraguay             | Total club    | Total club    | 13    | 0     | 0                | 0                | 0                     | 0                     | 13    | 0     |
| Confiança-SE · Brasil         | 3.ª           | 2021          | 0     | 0     | 0                | 0                | —                     | —                     | 0     | 0     |
| Confiança-SE · Brasil         | Total club    | Total club    | 0     | 0     | 0                | 0                | 0                     | 0                     | 0     | 0     |
| Capiatá Paraguay              | 2.ª           | 2021          | 0     | 0     | 0                | 0                | —                     | —                     | 0     | 0     |
| Capiatá Paraguay              | Total club    | Total club    | 0     | 0     | 0                | 0                | 0                     | 0                     | 0     | 0     |
| Guaraní Paraguay              | 1.ª           | 2021          | 17    | 0     | 0                | 0                | —                     | —                     | 17    | 0     |
| Guaraní Paraguay              | 1.ª           | 2022          | 18    | 1     | 0                | 0                | 2                     | 0                     | 20    | 1     |
| Guaraní Paraguay              | Total club    | Total club    | 35    | 1     | 0                | 0                | 2                     | 0                     | 37    | 1     |
| Sportivo Luqueño Paraguay     | 1.ª           | 2023          | 0     | 0     | 0                | 0                | —                     | —                     | 0     | 0     |
| Sportivo Luqueño Paraguay     | Total club    | Total club    | 0     | 0     | 0                | 0                | 0                     | 0                     | 0     | 0     |
| Total carrera                 | Total carrera | Total carrera | 137   | 6     | 0                | 0                | 8                     | 0                     | 145   | 0     |

### Selección
| Categoría | Año         | Part. | Goles | Asist. | Prom. |
| --------- | ----------- | ----- | ----- | ------ | ----- |
| Sub-17    | 2015        | 12    | 3     | 2      | 0.25  |
| Sub-20    | 2016-2017   | 16    | 0     | 0      | 0     |
| Total     | 2015 - 2017 | 28    | 3     | 2      | 0.11  |

## Palmarés

### Títulos nacionales
| Título                       | Club         | País     | Año                  |
| ---------------------------- | ------------ | -------- | -------------------- |
| Primera División de Paraguay | Club Olimpia | Paraguay | Torneo Clausura 2015 |